# Underwoodisaurus
Underwoodisaurus – rodzaj jaszczurek z rodziny Carphodactylidae.

## Zasięg występowania
Rodzaj obejmuje gatunki występujące w Australii.

## Systematyka
Rodzaj zdefiniował w 1843 roku austriacki przyrodnik Leopold Fitzinger w publikacji własnego autorstwa poświęconej systematyce gadów. Gatunkiem typowym jest (oryginalne oznaczenie) Underwoodisaurus milii. Jednak nazwa – Anomalurus – którą Fitzinger nadał nowemu taksonowi, okazała się młodszym homonimem rodzaju ssaków opisanego w 1843 roku, dlatego w 1965 roku niemiecki herpetolog Heinz Wermuth nadał rodzajowi gadów nową nazwę – Underwoodisaurus.

### Etymologia
- Anomalurus: gr. ανωμαλος anōmalos ‘dziwny, nierówny’, od negatywnego przedrostka αν- an-; ομαλος omalos ‘równy’[5]; ουρα oura ‘ogon’[6].
- Underwoodisaurus: Garth Underwood (1919–2002), brytyjski herpetolog; gr. σαυρος sauros ‘jaszczurka’[7].

### Podział systematyczny
Do rodzaju należą następujące gatunki:
- Underwoodisaurus milii (Bory de Saint-Vincent, 1823)
- Underwoodisaurus seorsus Doughty & Oliver, 2011